# Mildbraediodendron
Mildbraediodendron là một chi thực vật có hoa thuộc họ Fabaceae. Nó thuộc phân họ Faboideae. Chi được đặt tên để vinh danh nhà thảo mộc học người Đức Johannes Mildbraed.